# پنجاه و هفتمین مراسم جایزه گرمی
پنجاه و هفتمین مراسم جایزهٔ گرمی در تاریخ ۸ فوریهٔ ۲۰۱۵ در سالن استیپلز سنتر در لس آنجلس، کالیفرنیا برگزار شد. این مراسم به‌طور زنده از شبکهٔ سی‌بی‌اس پخش شد. در مجموع ۸۳ جایزه به هنرمندان اعطا گردید.
نامزدها در ۵ دسامبر ۲۰۱۴ اعلام شدند. نامزدهای جایزه گرمی برای بهترین آلبوم سال طی برنامهٔ تلویزیونی ویژه‌ای به مناسبت جشن سال نوی میلادی اعلام شدند.

## نامزدها

### عمومی
جایزه گرمی برای بهترین آلبوم سال
- Morning Phase – بک هانسن
- بیانسه – بیانسه
- x – اد شیرن
- در ساعت تنهایی – سم اسمیت
- دختر – فارل ویلیامز

جایزه گرمی برای بهترین ضبط سال
- «با من بمان» – سم اسمیت
- «خواستنی» – ایگی آزالیا همراه با چارلی ایکس‌سی‌ایکس
- «چلچراغ» – سیا فارلر
- «از ذهنم پاکش کنم» – تیلور سوئیفت
- «همش تو فکر بمم» – مگان ترینر

جایزه گرمی برای بهترین ترانه سال
- «با من بمان»
  - جیمز نپیر، ویلیام فیلیپس و سم اسمیت، آهنگسازان (سم اسمیت)
- «همش تو فکر بمم»
  - کوین کادیش و مگان ترینر، آهنگسازان (مگان ترینر)
- "چلچراغ"
  - سیا فارلر و جسی شاتکین، آهنگسازان (سیا)
- «از ذهنم پاکش کنم»
  - مکس مارتین، شلبک و تیلور سوئیفت، آهنگسازان (تیلور سوئیفت)
- «مرا به کلیسا ببر»
  - اندرو هوزیر، آهنگسازان (هوزیر)

جایزه گرمی برای بهترین هنرمند جدید
- سم اسمیت
- ایگی آزالیا
- قلعه باستیل
- برندی کلارک
- HAIM

### پاپ
جایزه گرمی برای بهترین اجرای پاپ تک‌نفره
- «خوشحال» – فارل ویلیامز
- «همه من» – جان لجند
- «چلچراغ» – سیا فارلر
- «با من بمان» – سم اسمیت
- «از ذهنم پاکش کنم» – تیلور سوئیفت

بهترین اجرای پاپ دونفره یا گروهی
- «چیزی بگو» - ا گریت بیگ ورلد و کریستینا آگیلرا
- «خواستنی» - ایگی آزالیا با چارلی ایکس‌سی‌ایکس
- «یک آسمان پرستاره» - کلدپلی
- «بنگ بنگ» - جسی جی، آریانا گرانده و نیکی میناژ
- «اسب تیره» - کیتی پری همراه با جوسی جی

بهترین آلبوم آوازی پاپ
- در ساعت تنهایی – سم اسمیت
- داستان‌های ارواح – کلدپلی
- Bangerz – مایلی سایرس
- همه چیز من – آریانا گرانده
- منشور – کیتی پری
- x – اد شیرن

بهترین آلبوم آوازی پاپ دونفره
- گونه در گونه – تونی بنت و لیدی گاگا
- خاطره‌انگیز – آنی لنکس
- ترانه‌های شب – بری مانیلو
- فرستادن کریسمسی کوچک به تو – جانی ماتیس
- شریک‌ها – باربارا استرایسند

### کانتری
بهترین ترانهٔ کانتری
- «کودکان آمریکایی»
  - رادنی کلاوسون، لوک لیرد و شین مک‌انالی، آهنگسازان (کنی چزنی)
- «خودکار»
  - نیکول گالیون، ناتالی همبای و میراندا لمبرت، آهنگسازان (میراندا لمبرت)
- «زادگاهم را به من پس بده»
  - اریک چرچ و لوک لیرد، آهنگسازان (اریک چرچ)
- «دلم برایت تنگ نخواهد شد»
  - گلن کمبل و جولیان ریموند، آهنگسازان (گلن کمبل)
- «در ضمن نزد مادر بازگرد»
  - تام داگلاس، جارن جان‌استون و جفری استیل، آهنگسازان (تیم مک‌گرا همراه با فیث هیل)

بهترین اجرای کانتری دونفره یا گروهی
- "آرامش در ذهنم" - د بند پری
- "چیز بد" - میراندا لمبرت با کری آندروود
- "نوشیدن روزانه" - لیتل بیگ تون
- "در ضمن نزد مادر بازگرد - تیم مک‌گرا همراه با فیث هیل
- "بالایشان ببر" - کیث اربن همراه با اریک چرچ

بهترین اجرا تک‌نفرهٔ کانتری
- "زادگاهم را به من پس بده" - اریک چرچ
- "مخفی" - هانتر هیز
- "خودکار" - میراندا لمبرت
- "چیزی در آب" - کری آندروود
- "ماشین پلیس" - کیث اربن

بهترین آلبوم کانتری
- برخیزنده – دیرکس بنتلی
- بیرون‌رونده‌ها – اریک چرچ
- ۱۲ داستان – برندی کلارک
- پلاتینیوم – میراندا لمبرت
- آنگونه که من زندگی می‌کنم – لی آن ومک

### نماهنگ
بهترین نماهنگ کوتاه
- "ما وجود داریم" - آرکید فایر
  - دیوید ویلسون، کارگردان نماهنگ
- "کم کردن برای چه" - دیجی اسنیک و لیل جان
- "چلچراغ" - سیا فارلر
- "خوشحال" - فارل ویلیامز
- "دوران طلایی" - وودکایند همراه با ماکس ریختر